# Tadeusz Jedynak (generał)

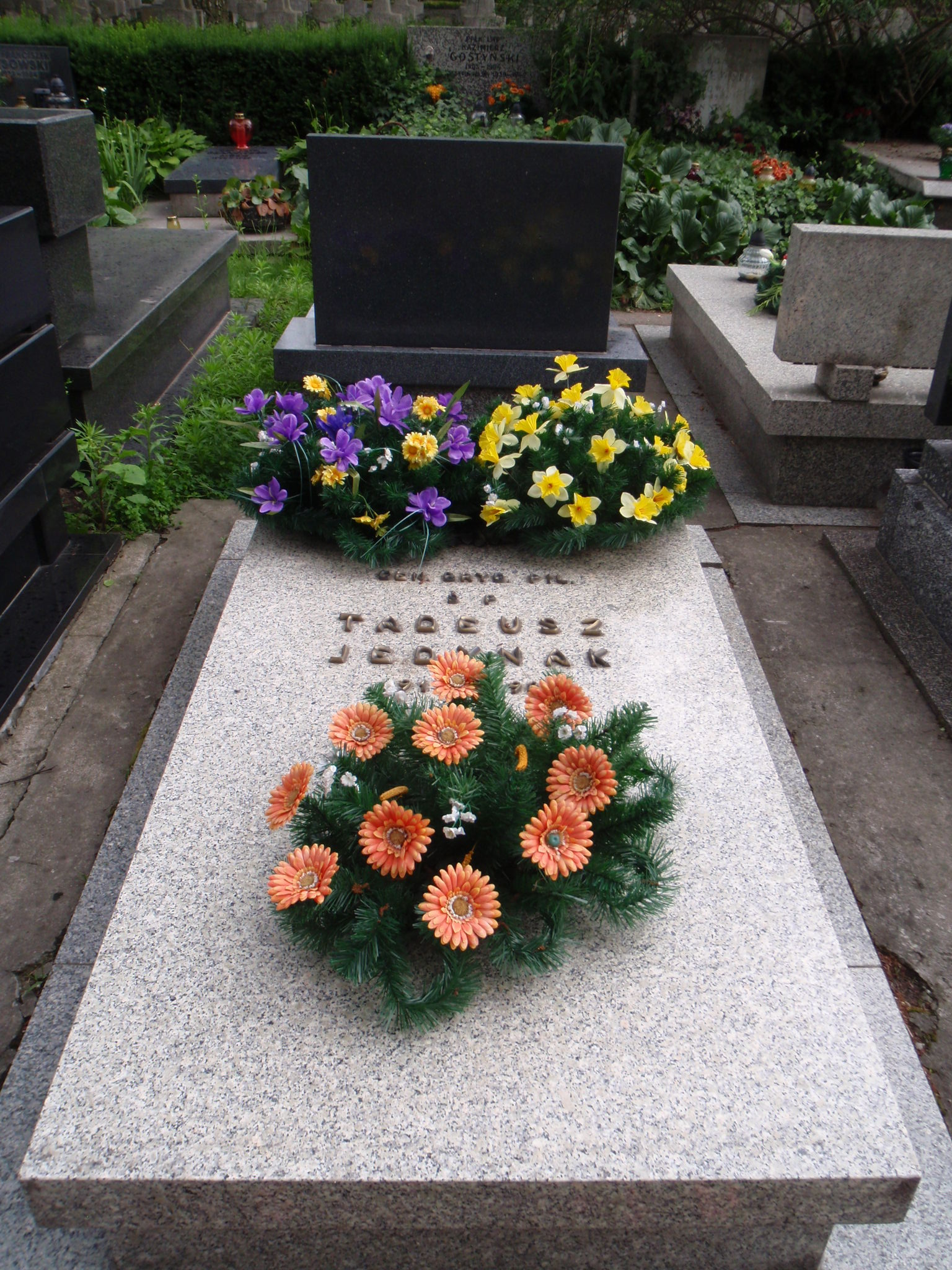
Grób Tadeusza Jedynaka na Cmentarzu Wojskowym na Powązkach w Warszawie

Tadeusz Jedynak (ur. 4 kwietnia 1919 we Lwowie, zm. 23 stycznia 1987 w Warszawie) – polski wojskowy, pilot, od 1961 generał brygady ludowego Wojska Polskiego.
Był oficerem wywiadu wojskowego, zastępcą szefa Zarządu II Sztabu Generalnego WP (1955–1965), w 1965 pełnił obowiązki szefa Zarządu II Sztabu Generalnego.

## Życiorys

### Młodość
W latach 1926–1930 uczył się w szkole powszechnej we Lwowie, następnie w IV Państwowym Gimnazjum im. Jana Długosza w tym mieście. W 1938 zdał tzw. małą maturę i rozpoczął studia w Akademii Handlu Zagranicznego we Lwowie. Od 1939 pracował równocześnie jako dyżurny rozdzielczej stacji gazowej.

### Kariera piłkarska
Był wychowankiem Pogoni Lwów, w barwach której rozegrał w latach 1937–1939 piętnaście spotkań w ekstraklasie i zdobył trzy bramki. Występował często pod pseudonimem Tadeusiewicz. We wrześniu 1939, po zajęciu Lwowa przez radzieckich żołnierzy, Pogoń zawiesiła działalność i Jedynak rozpoczął występy dla Spartaka Lwów. W końcu 1940 razem z Michałem Matyasem, Aleksandrem Skoceniem, Mieczysławem Górskim i Ołehem Łajewskim został zabrany do Dynama Kijów. Jednak przez brak odpowiedniej kondycji nie zagrał żadnego meczu. W 1946 grywał jeszcze okazjonalnie w Legii Warszawa i Polonii Bytom.

### II wojna światowa
17 lipca 1941, po napadzie Niemiec na Związek Sowiecki, został powołany do służby w Armii Czerwonej. Służył w baterii moździerzy 46 Kijowskiej Dywizji Piechoty. Ze względu na polskie obywatelstwo już we wrześniu 1941 został wysłany do pracy na Ural. Pracował w zakładach przemysłu naftowego w Kraskomsku, a od lutego 1943 był instruktorem sportowym w Mołotowie.

### Kariera w LWP
15 sierpnia 1943 zgłosił się do służby w formowanym na terenie ZSRR ludowym Wojsku Polskim. Otrzymał przydział do 2 pułku artylerii lekkiej 2 Dywizji Piechoty im. Jana Henryka Dąbrowskiego, gdzie został zastępcą dowódcy baterii do spraw polityczno-wychowawczych. Od września do października 1943 uczestniczył w Kursie Oficerów Polityczno-Wychowawczych zorganizowanym przy dowództwie 2 Dywizji Piechoty. 10 lutego 1944 został promowany na stopień chorążego w korpusie oficerów polityczno-wychowawczych. Następnie został zastępcą dowódcy kompanii do spraw polityczno-wychowawczych w 1 zapasowym pułku piechoty Centrum Formowania Armii Polskiej w ZSRR. 
W maju 1944 został na własną prośbę przeniesiony do grupy lotniczej. Od maja do października 1944 odbywał szkolenie lotnicze w 9 Wojskowej Szkole Pilotów w Bugurusłaniu. Do marca 1946 kontynuował szkolenie lotnicze w 1 Kaczyńskiej Szkole Pilotów w Krasnym Kucie.
W marcu 1946 powrócił do Polski i przebywał w Oficerskiej Szkole Lotniczej w Dęblinie, a w czerwcu 1946 został zastępcą dowódcy eskadry w 2. Pułku Lotnictwa Myśliwskiego do spraw polityczno-wychowawczych.
We wrześniu 1946 został skierowany na kurs przygotowawczy w Centrum Wyszkolenia Piechoty w Rembertowie, a od grudnia 1946 do kwietnia 1950 studiował w Wojskowej Akademii Lotniczej w Monino koło Moskwy.
Po powrocie do kraju w czerwcu 1950 krótko służył w Oficerskiej Szkole Lotniczej w Dęblinie, jednak już w listopadzie 1950 przeszedł do wywiadu wojskowego, do Oddziału II Sztabu Generalnego Wojska Polskiego, gdzie początkowo był starszym pomocnikiem kierownika jednej z sekcji, a następnie pomocnikiem szefa Wydziału I Oddziału IV Zarządu II. Od lipca 1953 do kwietnia 1954 przebywał w Korei, gdzie służył na stanowisku dowódcy I grupy w Misji Polskiej do Komisji Nadzorczej Państw Neutralnych. W latach 1954–1955 był szefem katedry w Fakultecie Rozpoznawczym Akademii Sztabu Generalnego WP w Rembertowie. Od listopada 1955 był przez 10 lat zastępcą szefa Zarządu II Sztabu Generalnego WP (kolejno płk. Fiodora Wiedmieda, później gen. dyw. Grzegorza Korczyńskiego). Na mocy uchwały Rady Państwa PRL z 22 września 1961 otrzymał nominację na stopień generała brygady. Nominację wręczył mu w Belwederze przewodniczący Rady Państwa Aleksander Zawadzki. W 1965 pełnił obowiązki szefa Zarządu II Sztabu Generalnego.
Od listopada 1965 przebywał w dyspozycji szefa Sztabu Generalnego WP. Przygotowywał się do objęcia funkcji szefa Misji Polskiej do Komisji Nadzorczej Państw Neutralnych w Korei, jednak nie objął tej funkcji i wniósł prośbę o zwolnienie z zawodowej służby wojskowej. Na mocy rozkazu personalnego MON z 19 lipca 1967 zwolniony do rezerwy z dniem 18 grudnia 1967.
W latach 1957–1967 był działaczem Legii, m.in. członkiem prezydium zarządu klubu. Działał także społecznie w ZBoWiD.
Pogrzeb Tadeusza Jedynaka odbył się 30 stycznia 1987 na Cmentarzu Komunalnym-Powązkach w Warszawie (kwatera B 4 rz. 7 m. 11). Ministerstwo Obrony Narodowej reprezentował wiceminister obrony narodowej, Główny Inspektor Obrony Terytorialnej gen. broni Tadeusz Tuczapski. W imieniu żołnierzy WP zmarłego pożegnał szef Zarządu II Sztabu Generalnego gen. bryg. Roman Misztal, a w imieniu środowiska kombatanckiego płk w st. spocz. Jan Skowron.

## Awanse
- chorąży – 10 lutego 1944
- podporucznik – 1 stycznia 1946
- kapitan – 15 października 1946 (z pominięciem stopnia porucznika)
- major – 22 lipca 1948
- podpułkownik – 9 lipca 1952
- pułkownik – 6 grudnia 1955
- generał brygady – 22 września 1961

## Odznaczenia
- Krzyż Komandorski Orderu Odrodzenia Polski (1964)
- Krzyż Oficerski Orderu Odrodzenia Polski (1958)
- Krzyż Kawalerski Orderu Odrodzenia Polski (1954)
- Srebrny Krzyż Zasługi (1946)
- Złoty Medal „Za zasługi dla obronności kraju” (1973)
- Odznaka „Zasłużony Działacz Kultury Fizycznej” (1963)[5]

I inne.

## Życie prywatne
Był synem Stefana, telefonisty i Anny z domu Piwowar. Po wojnie mieszkał w Warszawie. Żonaty z Ireną z domu Spadarzewską, miał syna i dwie córki.